# 語言替換

2010年台澎金馬6岁以上居民在家中使用语言的比例，按出生年份排序。 图表显示了台湾本土语言的使用族群改用官話（藍線）的傾向

从康沃尔语向英语的语言转移

语言替换（英語：language replacement）或语言转用（languages shift）是某语言的使用群体改用另一种语言的現象。作为语言替换的一个因素，是文化和社会地位的绝对优势，并通过建立的通用语而减少少数民族语言的使用。

## 舉例
- 西欧：巴斯克语等（前印欧语）→印欧语系
- 意大利：伊特鲁里亚语・奥斯坎语・翁布里亚语・希腊语等→拉丁语（罗曼语族）
- 法国：原始日耳曼语（诺曼语）→拉丁语（法语）
- 中亚：印欧语系伊朗语支→突厥语（參見：突厥化）
- 安納托利亞: 希臘語及西亞諸語言→土耳其語（參見：突厥化）
- 埃及：埃及语→阿拉伯语埃及方言
- 英国与爱尔兰： 海岛凯尔特语支→英语
- 巴尔干：古代巴尔干诸语言→斯拉夫语族
- 中非洲：原中非洲语→班图语支
- 泰國：蘭納語、寮語、南泰語、北高棉語、泰語（方言）、潮州話→寮語（次要方向）首都泰語（主要方向）
- 寮國：孟-高棉語→寮語
- 日本：阿伊努语、琉球语→日语
- 新加坡：華語、马来語、坦米爾語、新加坡式英语→英语（主要方向）（參見：講正確英語運動）
  - 福建話、其他新加坡漢語、新加坡式华语→華語（次要方向）（參見：讲华语运动）
- 中国大陸：中国语言→普通话（參見：推广普通话）
- 香港：客家话、圍頭話、蜑家話、香港本土语言→粵語、普通话（參見：两文三语、香港语文）
- 臺灣：台語、台灣客語→日語→華語（主要方向）
  - 台湾南岛语言、台灣客語、台湾潮州话→台語（次要方向）
- 美国：其他语言→英语（參見：唯英语运动）
- 菲律賓：菲律賓各語言、西班牙語→菲律賓語、英語
- 馬來西亞、印尼：原東南亞語→南島語系

## 逆轉
美國語言學家约书亚·菲什曼提出了逆轉語言轉用的方法，其中涉及評估語言受衝擊的程度，以確定最合適的復興方式。

## 延伸閱讀
- Fishman, Joshua A.,  (PDF),   [2019-07-17], （原始内容存档 (PDF)于2016-09-10）
- Thomason, Sarah Grey; Kaufman, Terrence, , University of California Press, 19881991, ISBN 978-0-520-07893-2
- Blench, Roger; Spriggs, Matthew (编), , IV: Language Change and Cultural Transformation, London: Routledge: 138–148

## 外部連結
- Language Shift in Australia and Canada （页面存档备份，存于）
- SIL Bibliography: Language shift - Ethnologue.com （页面存档备份，存于）
- The Rate of Assimilation : Francophone Minorities: Assimilation and Community Vitality - Department of Canadian Heritage